# みきなつみ
みき なつみ（1998年4月14日 - ）は、日本の女性シンガーソングライター。埼玉県出身。

## 経歴
埼玉県立大宮南高等学校出身。音楽好きの両親の影響で幼い頃から音楽に興味を持ち、YUIや阿部真央の影響を受けてギターを始める。
2015年、高校2年生の春からライブ活動を始める。同年、Eggsプロジェクトが主催する10代限定の『未確認フェスティバル』に出演しファイナリストとなる。
Eggsの「年間ランキング2017」でアーティスト部門1位に選ばれ、2018年1月にはアメリカ最大の楽器の見本市「The 2018 NAMM Show」に出演する。
2018年3月、Eggsより初の全国流通CD『きみとわたしとメロンソーダ』をリリース、それを記念して、『会いにいくから会いにきて！47都道府県ツアー 』と題して全国のライブハウス、CDショップを4ヶ月間かけて訪問し、47都道府県で計49公演を行った。
2018年11月7日には2ndミニアルバム『とけたアイスの味は青かった』をリリースした。

## ディスコグラフィ

### 配信シングル/デジタルシングル
|     | 発売日         | タイトル                     | 収録曲                                  | レーベル           |
| --- | -------------- | ---------------------------- | --------------------------------------- | ------------------ |
| 1st | 2019年7月23日  | ぼくにとってのヒーロー       | ぼくにとってのヒーロー                  | ドリーミュージック |
| 2nd | 2019年10月16日 | サヨナラあなたを好きだった私 | サヨナラあなたを好きだった私            | ドリーミュージック |
| 3rd | 2020年3月18日  | 君にだけバレて欲しいな       | 君にだけバレて欲しいな 青春のフィルター | ドリーミュージック |
| 4th | 2020年10月21日 | Letter                       | Letter                                  | cocoon nuts        |
| 5th | 2020年12月2日  | 君が普通に生きてるなんて嫌だ | 君が普通に生きてるなんて嫌だ            | cocoon nuts        |
| 6th | 2021年4月7日   | ウシロマエ                   | ウシロマエ                              | cocoon nuts        |
| 7th | 2022年1月26日  | めんどくせ                   | めんどくせ                              | cocoon nuts        |
| 8th | 2022年3月23日  | こんなやつに振られるとか     | こんなやつに振られるとか                | cocoon nuts        |
| 9th | 2022年7月20日  | はんぶんこ                   | はんぶんこ                              | cocoon nuts        |

### 参加作品
| 発売日        | タイトル                             | 収録曲                       | 備考 |
| ------------- | ------------------------------------ | ---------------------------- | ---- |
| 2017年5月15日 | 鉄コンピ 金の卵編 Vol.3 ライブ盤     | 赤裸々白書                   |      |
| 2020年3月20日 | noto『Telescope (feat. みきなつみ)』 | Telescope (feat. みきなつみ) |      |

### ミュージックビデオ
| 曲名                         | 監督               | 出演                                                                    | MVリンク |
| ---------------------------- | ------------------ | ----------------------------------------------------------------------- | -------- |
| Dear                         | 山田 周平          | みきなつみ                                                              |          |
| 君へ送る唄                   | 伊藤 司            | 長谷部 彩花                                                             |          |
| シャイニーガール             | 伊藤 司            | 森下 愛里沙                                                             |          |
| ボクらの叫び                 | こだかさり         | みきなつみ                                                              |          |
| ぼくにとってのヒーロー       | こだかさり         | 宮田 龍平／橋本 乃依                                                    |          |
| サヨナラあなたを好きだった私 | 白玖 ヨしひろ      | みきなつみ／月川 玲                                                     |          |
| 君にだけバレて欲しいな       | オカダトウイチロウ | みこ／りりり／わた                                                      |          |
| 君が普通に生きてるなんて嫌だ | こだかさり         | さいとうなり／中澤瞳／飛葉大樹                                          |          |
| ウシロマエ                   | Adam Y             | 染野 有来                                                               |          |
| GIRL                         | JETOKAME           | みきなつみ／まえの ほのか（たんこぶちん）／やぶちん（フォトグラファー） |          |
| めんどくせ                   | みきなつみ         | みきなつみ／(亀さん)                                                    |          |
| こんなやつに振られるとか     | 荒明 俊昭          | 平山りの                                                                |          |
| はんぶんこ                   | 小倉裕基           | 守谷菜々江/守谷菜々江(YORISOERU)/石岡塁                                 |          |

### ショートムービー
| 曲名                         | 監督       | 出演                           | MVリンク |
| ---------------------------- | ---------- | ------------------------------ | -------- |
| 君が普通に生きてるなんて嫌だ | こだかさり | さいとうなり／中澤瞳／飛葉大樹 |          |

## タイアップ
| 曲名                                            | タイアップ                                                                                               |
| ----------------------------------------------- | --- |
| 君へ送る唄                                      | tvk『音楽缶』2018年3月度 / オープニング曲                                                                |
| 明日も私はワタシだし                            | ハウステンボス～チューリップ祭 スペシャルウィーク&さくら祭～ / TV CM                                     |
| シャイニーガール                                | 一般社団法人 日本ジュエリー協会 『はたちのパール』 / web CM                                              |
| ぼくにとってのヒーロー                          | テレビ東京 『ゴッドタン』 2019年7月度 / エンディング曲 テレビ埼玉『V-clips』2019年8月度 / オープニング曲 |
| サヨナラあなたを好きだった私                    | tvk『音楽缶』2019年10月度 / オープニング曲                                                               |
| 「ありのままピーチ」 **3rd アルバムから週替わり | NBC長崎放送 『MUSIC WOLF』 2019年11月度 / エンディング曲                                                 |
| Letter                                          | NHK-FM 『ミュージックライン』 2020年10月/11月 オープニングテーマ曲                                       |
| GIRL                                            | tvk『中澤佑二のラ・ラ・ラ ラクロス』 / テーマ曲 MITSUI OUTLET PARK 「SUPER OUTLET SALE」 / CM            |

## 主なライブ

### ワンマンライブ
- 2017年8月24日 『みきなつみワンマンライブ』-  渋谷 TSUTAYA O-crest
- 2018年3月29日 『会いにいくから会いにきて！47都道府県ツアー ～きみとわたしとメロンソーダ～ 』〜いってきます！の会 東京編〜 - 渋谷 TSUTAYA O-crest
- 2018年12月1日 『大人の階段一緒に登るよツアー 〜”青”人式』ワンマンライブ -  アメリカ村 Beyond
- 2018年12月16日 『大人の階段一緒に登るよツアー 〜”青”人式』ワンマンライブ[20] - 渋谷eggman
- 2019年4月7日 『クリームソーダもう飲んだ？ 〜サヨナラハタチスペシャルライブ〜』ワンマンライブ - 渋谷WWWX
- 2019年7月23日 『第1回 みきなつ祭り』- 視聴室(神保町)
- 2019年11月23日 『会いにいくから会いにきて！～初めての東名阪ツアー 2019～ 』- 名古屋ell.SIZE
- 2019年11月24日 『会いにいくから会いにきて！～初めての東名阪ツアー 2019～ 』- 心斎橋Pangea
- 2019年12月6日 『会いにいくから会いにきて！～初めての東名阪ツアー 2019～ 』- 代官山UNIT
- 2020年7月23日 『第2回 みきなつ祭り』- 吉祥寺Shuffle (配信ライブ)
- 2020年10月26日 『色々あって、みきなつみワンマンになりました！ 〜2020〜』[21] - 渋谷WWW
- 2021年7月25日　『ただいま！さいたま！地元最高カフェライブ』- カフェギャラリー SHINE
- 2021年9月25日　『デートみたいな日にしよう 〜カフェライブツアー2021〜』 - 名古屋sunset BLUE
- 2021年9月26日　『デートみたいな日にしよう 〜カフェライブツアー2021〜』 - 京都SOLE CAFE
- 2021年10月2日　『デートみたいな日にしよう 〜カフェライブツアー2021〜』 - 東京 原宿ストロボカフェ

### 2018年
- 2018年4月7日 『KNOCKOUT FES 2018 spring』- LIVEHOLIC
- 2018年5月4日 『NIIGATA RAINBOW ROCK 2018』- GIOIA MIA
- 2018年6月3日 『SAKAE SP-RING 2018』- HOLIDAY NEXT NAGOYA
- 2018年6月30日 『SUMMER TIME LOVER CIRCUIT（サマラバ！）』- Hook SENDAI
- 2018年7月14日 『白フェス 2018』- 下北沢MOSAiC
- 2018年8月17日 『若者のすべて』- Dining Bar 海
- 2018年8月19日 『YES! FES』- 代々木公園
- 2018年9月15日 『TOKYO CALLING 2018』- 新宿Loft bar
- 2018年9月30日 『MUSIC CITY TENJIN 2018』- 大丸パサージュ広場 (台風24号の影響に伴いイベント中止)
- 2018年10月6日 『RIZE UP CIRCUIT2018』- APOLLO BASE
- 2018年10月7日 『FM802 MINAMI WHEEL 2018』- AtlantiQs
- 2018年10月24日 『TOKYO INTERNATIONAL MUSIC MARKET』- 渋谷O-EAST
- 2018年11月3日 『 KNOCKOUT FES 2018 autumn』- SHIMOKITAZAWA LOFT
- 2018年11月25日 『ワングーフェス』- つくばセンター広場・GOO stage

### 2019年
- 2019年2月3日 『でらROCK FESTIVAL 2019』- APPOLO BASE
- 2019年3月16日 『HAPPY JACK 2019』- ぺいあのPLUS’
- 2019年3月24日 『SANUKI ROCK COLOSSEUM 2019』- SUMUS Cafe
- 2019年5月18日 『正真証明 2019』- 浜松窓枠
- 2019年5月26日 『MIMINOKO ROCK FES JAPAN』- eos BASEMENT
- 2019年6月1日 『SAKAE SP-RING 2019』- Live & Lounge Vio
- 2019年7月19日 みきなつみpresents!!『ぼくにとってのヒーロー 名古屋編』 - 名古屋BL cafe
- 2019年8月18日 『ジェイハグロック2019』- NEW SIDE BEACH!!
- 2019年9月19日 みきなつみ×吉祥寺Shuffle presents!!『ぼくにとってのヒーロー 東京編』 - 吉祥寺Shuffle
- 2019年9月28日 『MUSIC CITY TENJIN 2019』- 岩田屋本店きらめき広場STAGE
- 2019年10月13日 『FM802 MINAMI WHEEL 2019』- Pangea (台風19号の影響に伴いイベント中止)
- 2019年10月18日 BSCラジオ「GIRLS A GOGO」×吉祥寺SHUFFLE 企画 GIRLS A GOGO〜秋の女子会ライブの夕べ〜 -  吉祥寺Shuffle
- 2019年12月8日 『下北沢にて'19』- 下北沢GARAGE
- 2019年12月22日 エアトリpresents 『毎日がクリスマス』- 横浜赤レンガ倉庫

### 2020年
- 2020年1月14日 『Cache Cache』- 下北沢シェルター
- 2020年2月23日 『Koenji fashion Market』
- 2020年2月28日　吉祥寺SHUFFLE presents『SHUFFLE SPECIAL LIVE!!』- 吉祥寺Shuffle (新型肺炎の感染拡大対策でイベント中止)
- 2020年3月14日 『TENJIN ONTAQ 2020』- Public bar Bassic. (新型肺炎の感染拡大対策でイベント中止)
- 2020年3月15日 『HAPPY JACK 2020』- TBA (新型肺炎の感染拡大対策でイベント中止)
- 2020年3月21日 『HIROSHIMA MUSIC STADIUM-ハルバン’20-』- TBA (新型肺炎の感染拡大対策でイベント中止)
- 2020年3月22日 『会いに行くから会いにきて！対バンツアー2020＠福岡』- 福岡 Drum Son (新型肺炎の感染拡大対策でイベント中止)
- 2020年3月28日 『会いに行くから会いにきて！対バンツアー2020＠埼玉』- 西川口ハーツ (新型肺炎の感染拡大対策でイベント中止)
- 2020年4月4日   『会いに行くから会いにきて！対バンツアー2020＠愛知』- 名古屋CLUB UPSET (新型肺炎の感染拡大対策でイベント中止)
- 2020年4月5日   『会いに行くから会いにきて！対バンツアー2020＠大阪』- OSAKA RUIDO (新型肺炎の感染拡大対策でイベント中止)
- 2020年4月11日 『会いに行くから会いにきて！対バンツアー2020＠宮城』- 仙台 enn3rd (新型肺炎の感染拡大対策でイベント中止)
- 2020年4月12日 『トアロード・アコースティック・フェスティバル2020』- TBA (新型肺炎の感染拡大対策でイベント中止)
- 2020年5月2日　『会いに行くから会いにきて！対バンツアー2020＠東京』- 渋谷www (新型肺炎の感染拡大対策でイベント中止)
- 2020年6月7日　『SAKAE SP-RING 2020』- (新型肺炎の感染拡大対策でイベント中止)
- 2020年6月21日 『ONLINE YATSUI FESTIVAL!』- Instagram
- 2020年9月22日　吉祥寺SHUFFLE presents『#SaveTheShuffle vol.24 』- 吉祥寺SHUFFLE
- 2020年11月13日　吉祥寺SHUFFLE presents『#SaveTheShuffle vol.31 』- 吉祥寺SHUFFLE

### 2021年
- 2021年1月15日　吉祥寺SHUFFLE×Skream!“STAY ALIVE！- 吉祥寺SHUFFLE
- 2021年2月19日　吉祥寺SHUFFLE×Skream!”STAY ALIVE！”vol.2 - 吉祥寺SHUFFLE
- 2021年4月14日　吉祥寺SHUFFLE presents「みきなつが誕生日に対バンしたい人」 -  吉祥寺SHUFFLE
- 2021年6月5日 『SAKAE SP-RING 2021』- SPADE BOX (感染拡大対策でイベント中止)

## 出演

### テレビ
- 2018年3月13日 tvk『関内デビル』[22] 23:30-
- 2018年3月27日 テレビ埼玉『マチコミ』[23] 16:40-
- 2018年4月24日 TBS 『ライブ B♪』[24] 25:58-
- 2018年9月15日 福島中央テレビ 『二畳半レコード』24:55-
- 2018年11月12日 tvk『関内デビル』[22] 23:30-
- 2019年7月15日 TBC東北放送 『スベル兄弟』 21:00-
- 2019年9月14日 テレビュー福島 『パロパロ』[25] 24:50-
- 2019年10月11日 CBC 『メイプル超音楽』[26] 25:10-
- 2019年10月24日〜2020年3月26日 tvk『関内デビル』[22] (レギュラーコーナー 「みきなつみの“極め隊”」開始) 23:30-
- 2020年2月28日 tvk『吉田山田のドレミファイル♪』[27] 22:00-
- 2020年12月11日 tvk『関内デビル』23:30-

### ラジオ
- 2018年11月7日〜 音楽専門インターネットラジオ 『GIRLS A GOGO』水曜担当 - Back Stage Cafe
- 2020年2月〜2020年6月23日 音楽専門インターネットラジオ 『GIRLS A GOGO』第2＆第4火曜日[28] - Back Stage Cafe
- 2021年10月4日〜 FM FUJI『Music Spice!』

### CM
- 花王メリーズ メリーズパンツ はじめてのたっち 3年連続受賞 **歌声出演**

### カラオケ
- 2019年11月10日〜2020年10月29日 D-PUSH!!アーティスト[29]

### 音楽配信番組
- 2020年11月30日〜2021年6月29日 音楽配信番組『HEY! LOOK AT ME NOW!』[30]

|       | 放送日         | 番組ナビゲーター | ゲスト                             |
| ----- | -------------- | ---------------- | ---------------------------------- |
| vol.1 | 2020年11月30日 | みきなつみ       | 井出綾香/果歩                      |
| vol.2 | 2020年12月14日 | みきなつみ       | 林青空/山崎あおい                  |
| vol.3 | 2021年1月27日  | みきなつみ       | カノエラナ/原田珠々華              |
| vol.4 | 2021年3月29日  | みきなつみ       | 小林柊矢/mihoro*                   |
| vol.5 | 2021年4月22日  | みきなつみ       | Shunsuke Mita/松本明人(真空ホロウ) |
| vol.6 | 2021年6月29日  | みきなつみ       | 落合渉/Miyuu                       |